# Cornwallis (Južni Shetland)
Otok Cornwallis je otok koji se nalazi 8 km sjeveroistočno od istočnog kraja Otoka slonova, u otočju Južni Shetland. Dug je 1,6 km. Ime otoka Cornwallis potječe iz otprilike 1821. godine i sada je uspostavljen u međunarodnoj upotrebi.

## Vanjske poveznice
|  | Zajednički poslužitelj ima još gradiva o temi Cornwallis (Južni Shetland) |